# Jonathan Rowe (Fußballspieler, 2003)
Jonathan David Henry „Jon“ Rowe (* 30. April 2003 in London) ist ein englisch-jamaikanischer Fußballspieler, der aktuell bei Olympique Marseille unter Vertrag steht.

## Karriere

### Verein
Rowe begann seine fußballerische Ausbildung im Jahr 2013 beim AFC Wembley, wo er ein Jahr lang spielte. Anschließend wechselte er in die Jugendakademie von Norwich City. In der Saison 2018/19 kam er bereits das erste und einzige Mal in der Spielzeit in der U18 Premier League zum Einsatz. 2019/20 war er dort Stammspieler im U18-Team und schoss in zwölf Partien sechs Tore. In der Spielzeit 2020/21 spielte er nach weiteren Einsätzen und Toren für die U18-Mannschaft auch schon in der Premier League 2 für die U21-Mannschaft. Mitte Oktober 2021 unterzeichnete er seinen ersten Profivertrag bei Norwich. Am 28. Dezember 2021 (20. Spieltag) debütierte Rowe in der Premier League für die Profimannschaft, als er gegen Crystal Palace für die letzten 20 Minuten eingewechselt wurde. Neben Partien für die Reservemannschaft kam er in der höchsten englischen Spielklasse 2021/22 noch zu zwölf weiteren Einsätzen, wobei er eine Vorlagen beisteuern konnte. Mit Norwich stieg er als Tabellenletzter in die EFL Championship ab. Dort spielte er 2022/23 lediglich dreimal gegen Ende der Saison. Zu Beginn der Saison 2023/24 traf Rowe viermal in den ersten vier Ligaspielen, wodurch er zum besten jungen Spieler des Monats August 2023 gewählt wurde. Dies waren auch seine ersten vier Profitreffer überhaupt. Insgesamt bestritt Rowe in der Championship 2023/24 32 Spiele, wobei er zwölf Treffer erzielen konnte. Sein Tor gegen Hull City Mitte Januar 2024 beim 2:1-Sieg wurde später zum Tor des Monats der EFL Championship gewählt. In den Playoff-Halbfinals, in denen er auch eingesetzt wurde scheiterte er mit dem Klub gegen Leeds United am Aufstieg. Zudem wurde Rowe neben Archie Gray und Jordan James für den Preis des EFL Young Player of the Season nominiert, gewann diesen jedoch nicht.
Im Sommer 2024 wechselte er auf Leihbasis nach Frankreich zu Olympique Marseille in die Ligue 1. Eine vereinbarte Kaufoption liegt bei 15 Millionen Euro mit möglichen Bonussummen. Sein Ligue-1-Debüt gab er am zweiten Spieltag bei einem 2:2-Unentschieden gegen Stade Reims. Einen Monat später traf er im Derby gegen Olympique Lyon zum entschiedenen 3:2-Siegtreffer in der Nachspielzeit und zum ersten Mal für den Verein. Zur Saison 2025/26 wurde er fest verpflichtet.

### Nationalmannschaft
Rowe spielte 10-mal für die englische U21-Nationalmannschaft, wobei er drei Tore erzielte. Mit ihr gewann er die U21-Europameisterschaft 2025.

## Titel
- U21-Europameister: 2025